# A Million to Burn
A Million to Burn è un film muto del 1923 diretto da William Parke. Prodotto e distribuito dalla Universal Pictures, fu sceneggiato da Raymond L. Schrock su un soggetto di Tom Whitside. Aveva come interpreti principali Herbert Rawlinson e Kalla Pasha.

## Trama
Il proprietario di un albergo promuove a manager Tom Gwynne, uno studente che lavora lì come cameriere. Il giovane, con la sua pessima gestione, fa perdere all'hotel diverse migliaia di dollari. Quando però Tom eredita un milione di dollari, ha il denaro per acquistare l'albergo e mettere in atto la sua politica manageriale che consiste nel lasciare libero ogni dipendente di estrinsecare a proprio gusto il talento personale o le proprie tendenze, e nel concedere a ognuno il tempo e l'opportunità per farlo. Pieno di acrobati, musicisti e ballerini, l'hotel presto fallisce. Il vecchio proprietario ritorna, riacquista l'albergo e reintegra Tom che, nel frattempo, imparata la lezione, riprende questa volta seriamente il lavoro di manager.

## Produzione
Il film fu prodotto dalla Universal Pictures con il titolo di lavorazione The Noblest Roman.

## Distribuzione
Il copyright del film, richiesto dalla Universal Pictures, fu registrato l'8 ottobre 1923 con il numero LP19480.
Distribuito dalla Universal Pictures, il film fu presentato in prima a New York il 26 ottobre 1923, uscendo nelle sale statunitensi il 12 novembre.
Non si conoscono copie ancora esistenti della pellicola che viene considerata presumibilmente perduta.